# Little Milton
Little Milton (Inverness, 1934. szeptember 7. vagy 1933. szeptember 7. – Memphis, 2005. augusztus 4.) amerikai bluesénekes, gitáros.

## Pályafutása
Little Milton zenei példaképei T-Bone Walker, B. B. King, Roy Brown és Big Joe Turner voltak. Első lemezei a Sun Recordsnál készültek Ike Turnerrel és annak együttesével.
1958-ban Saint Louisba költözött.
1961 után több mint 100 számot rögzített, amelyek közül néhány a legjobb tíz közé került a slágerlistákon. A Welcome to Little Milton című albumán elsősorban duettek szerepelnek Lucinda Williams, Delbert McClinton, Peter Wolf és Keb’ Mo’ részvételével.

## Albumok
- We're Gonna Make It (1965)
- Sings Big Blues (1966)
- Grits Ain't Groceries (1969)
- If Walls Could Talk (1970)
- Grits Ain't Groceries/live (1972)
- Waiting for Little Milton (1973)
- What It Is: Live at Montreux (1973)
- Blues 'n' Soul (1974)
- Tin Pan Alley (1971-1975)
- Friend of Mine (1976)
- Me For You, You For Me (1977)
- I Need Your Love So Bad (1980)
- Walkin' the Back Streets (1981)
- The Blues Is Alright (1982)
- Live at Westville Prison (1983)
- Age Ain't Nothin' But a Number (1983)
- Playing for Keeps (1984)
- I Will Survive (1985)
- Annie Mae's Cafe (1986)
- Movin' to the Country (1987)
- Back to Back (1988)
- Too Much Pain (1990)
- Reality (1991)
- Strugglin' Lady (1992)
- I'm a Gambler (1994)
- Cheatin' Habit (1996)
- Count the Days (1997)
- For Real (1998)
- Welcome to Little Milton (1999)
- Feel It (2001, Malaco)
- Guitar Man (2002)
- The Blues Is Alright: Live at Kalamazoo (2004)
- Think of Me (2005)
- Live at the North Atlantic Blues Festival: His Last Concert (2006)

## Díjak
- 1988: Blues Hall of Fame
- Big Bill Broonzy díj: The Blues is Alright c. dalért